# Il sole negli occhi
Il sole negli occhi és una pel·lícula italiana del 1953 dirigida per Antonio Pietrangeli, el seu debut com a director. Fou protagonitzada per Gabriele Ferzetti.

## Sinopsi
Celestina, una jove camperola de Castelluccio di Norcia, ingènua, inexperta, ignorant, després d'haver perdut els pares va a Roma a treballar de minyona a la casa d'una parella de classe mitjana que es trasllada a un barri de nova construcció. Aquí coneix Fernando, un lampista que la corteja insistentment. Temps després els seus germans la visiten per dir-li que han venut la seva casa i que emigren a Austràlia a la recerca de feina. Celestina es troba completament sola en un món per a ella desconegut.
És acomiadada i contractada per una parella de jubilats on Fernando la rastreja, però ella el rebutja. Aquí coneix un agent de policia amb qui es compromet. Els dos ancians la tracten com una filla i planegen nomenar-la hereva, però aquesta decisió desencadena les queixes dels familiars afectats. Aleshores, Celestina demana ajuda al seu xicot, però aquest es retira i li ofereix conviure junts, cosa que la jove rebutja, abandonant tant a ell com la seva feina.
La jove minyona troba llavors una tercera feina en una casa senyorial, però després d’un inici prometedor provoca un escàndol quan la sorprenen petonant-se al bany amb el lampista (Fernando), a qui havia estat buscant aquesta vegada. Novament despatxada, gràcies a un estratagema, troba una quarta feina amb una família de comerciants rics. Mentrestant, Fernando ha anat a treballar amb Marcucci, que li ofereix ser el seu soci, però amb la condició de casar-se amb la seva germana. Mentrestant, continua quedant amb Celestina, però ocultant-li la veritat.
La família on treballa la jove es trasllada a l'estiu a Ladispoli, on espera en va que Fernando, tal com havia promès, s'unís a ella. Aquí s'adona que espera un fill. Aleshores torna a Roma a buscar-lo, però descobreix que mentrestant s'ha casat. Es torna a trobar amb ell, però, davant del seu habitual comportament irresponsable i desesperat, es llença sota un tramvia. Els metges la salven tant a ella com al nadó; Fernando la visita a l’hospital i li promet que es quedarà amb ella. Aquesta vegada sembla sincer, però Celestina ho ha decidit: es nega a tornar a veure l'home i s'enfrontarà sola a la vida per amor del nen que està a punt de néixer.

## Repartiment
- Gabriele Ferzetti: l'idraulico Fernando
- Irène Galter: la domestica Celestina
- Aristide Baghetti: prof Nicotera
- Francesco Mulè: Marcucci
- Anna Maria Dossena: Elvira
- Paolo Stoppa: Egisto Marcucci
- Lia Di Leo: Gina
- Mimmo Palmara: soldat

## Reconeixement
El títol de la pel·lícula va ser objecte d’una acció judicial interposada per l'escriptor periodista Giovanni Cenzato que el 1922 havia escrit una història curta titulada, precisament, Il sole negli occhi. La pel·lícula va ser retirada breument dels cinemes i redistribuïda sota el títol de Celestina.
Tot i això, la pel·lícula va ser enviada per representar el cinema italià en alguns esdeveniments internacionals: de fet formava part de la selecció italiana del Festival Internacional de Cinema de Mar del Plata, que va tenir lloc del 8 al 15 de març de 1954 a la ciutat argentina. Unes setmanes més tard es va presentar, tot i que amb poc èxit, a la Mostra Internacional de Cinema de São Paulo.
La pel·lícula fou seleccionada entre els 100 film italiani da salvare.